# Gorączka (album)
Gorączka – debiutancki album zespołu Klincz wydany w 1984 roku nakładem wytwórni Pronit.

## Lista utworów
źródło:.
strona A
1. „Gorączka” (muz. Ryszard Kniat, sł. Marek Dutkiewicz) – 4:50
2. „Firma „Salon Gier”” (muz. Ryszard Kniat, sł. Marek Dutkiewicz) – 4:40
3. „Zadzwoń do nieba” (muz. Ryszard Kniat, sł. Marek Dutkiewicz) – 4:50
4. „Posłuszna jak automat” (muz. Ryszard Kniat, sł. Andrzej Sobczak) – 4:55

strona B
1. „Słodki doping” (muz. Ryszard Kniat, sł. Marek Dutkiewicz) – 3:45
2. „Disneyland” (muz. Ryszard Kniat, sł. Marek Dutkiewicz) – 4:05
3. „Żywe srebro, martwa stal” (muz. Ryszard Kniat, sł. Jacek Skubikowski) – 4:10
4. „Obywatel nikt” (muz. Ryszard Kniat, sł. Andrzej Sobczak) – 3:50
5. „Plamy na słońcu” (muz. Ryszard Kniat, sł. Marek Dutkiewicz) – 4:40

## Twórcy
źródło:.
- Ryszard Kniat – śpiew, instrumenty klawiszowe
- Krzysztof Janicki – śpiew
- Jerzy Michalak – gitara, śpiew
- Tomasz Runke – gitara
- Tomasz Kaczmarek – gitara basowa
- Wojciech Młotecki – perkusja

Personel
- Ryszard Gloger – redaktor
- Lidia Banaszczak, Marek Czudowski, Harry Weinberg – foto
- Andrzej Pągowski – projekt graficzny
- Andrzej Bąk (2, 5, 7), Piotr Szczepański – operator dźwięku
- Piotr Kubacki (2, 5, 7), Piotr Madziar – reżyser nagrania